# Habranthus correntinus
Habranthus correntinus är en amaryllisväxtart som beskrevs av Roitman, J.A.Castillo och M.R.Barrios. Habranthus correntinus ingår i släktet Habranthus och familjen amaryllisväxter. Inga underarter finns listade i Catalogue of Life.